# Marktstraße 21 (Ichenhausen)

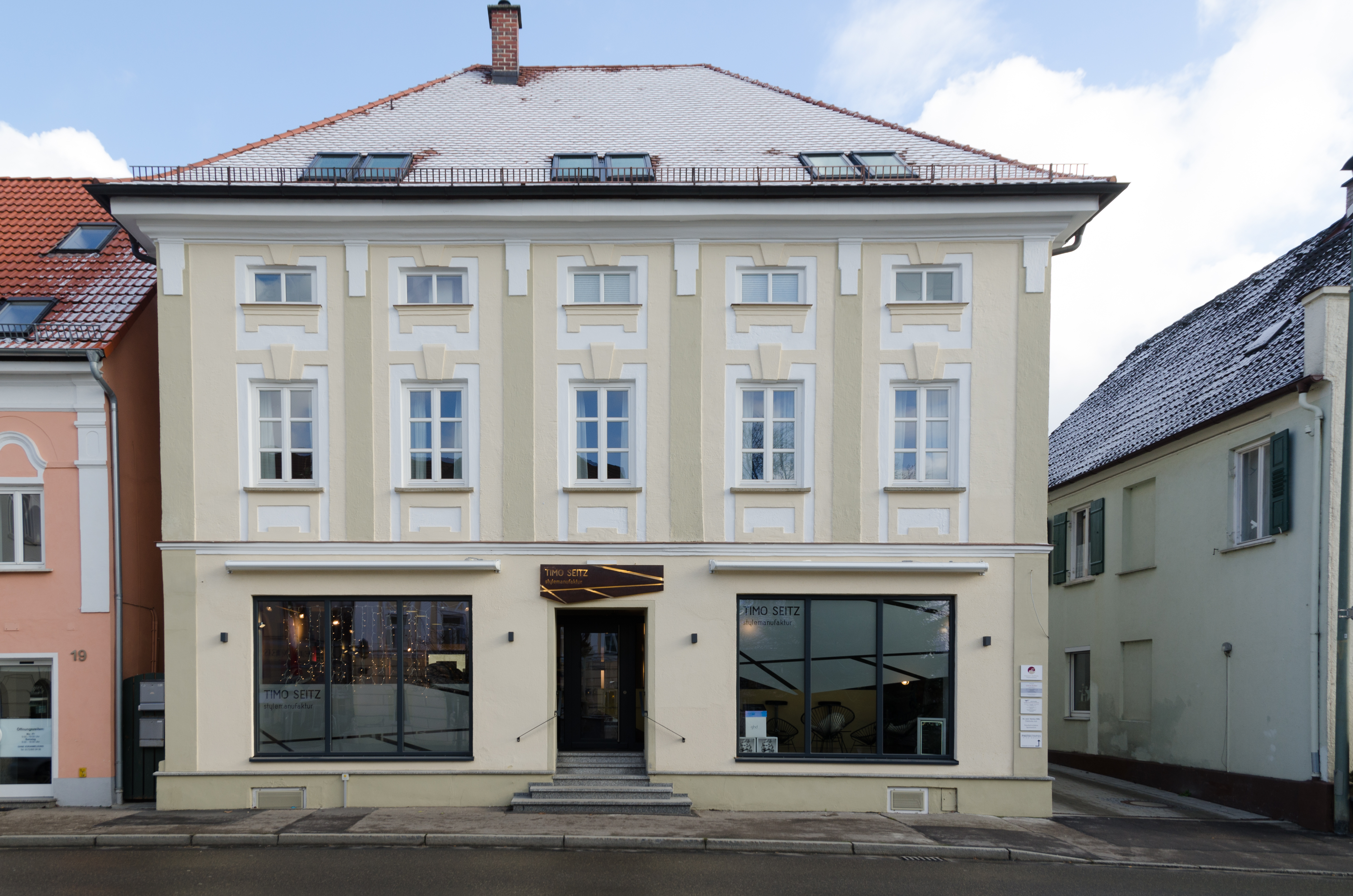
Haus Marktstraße 21 in Ichenhausen

Das Gebäude Marktstraße 21 in Ichenhausen, einer Stadt im Landkreis Günzburg im bayerischen Regierungsbezirk Schwaben, wurde 1840/41  errichtet. Das Wohn- und Geschäftshaus ist ein geschütztes Baudenkmal.

## Beschreibung
Der zweigeschossige Bau mit Walmdach und Putzgliederung wurde an der Stelle des 1561 erstmals erwähnten Gasthofs  Zur goldenen Krone errichtet. Der östliche Keller mit Tonnengewölbe stammt von diesem Vorgängerbau. Von der Biedermeier-Ausstattung sind nur noch das Treppengeländer im Obergeschoss und zwei Türrahmen erhalten.